# Aracaçu
Aracaçu é um distrito do município brasileiro de Buri, no interior do estado de São Paulo.

## História

### Origem
O povoado que deu origem ao distrito se desenvolveu ao redor da estação ferroviária Aracaçu, inaugurada pela Estrada de Ferro Sorocabana em 16/10/1908.

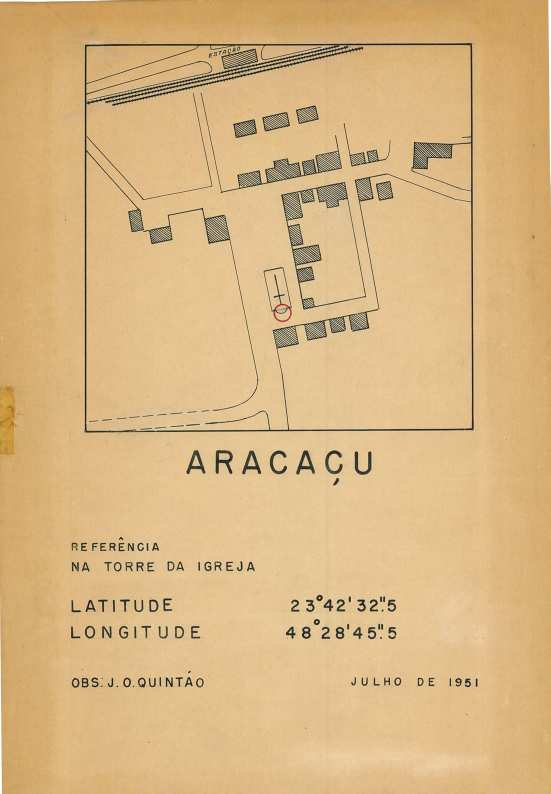
Croqui da área urbana original.

### Formação administrativa
- Distrito policial de Aracaçu, criado em 29/05/1916 no município de Buri[4].
- Distrito criado pela Lei nº 2.130 de 05/08/1926[5][6].

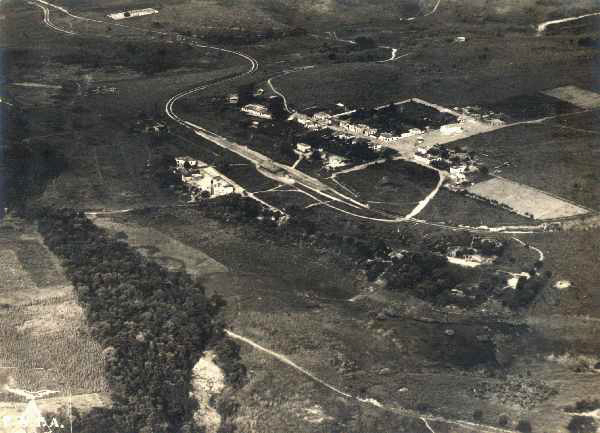
Vista aérea (1940).

## Geografia

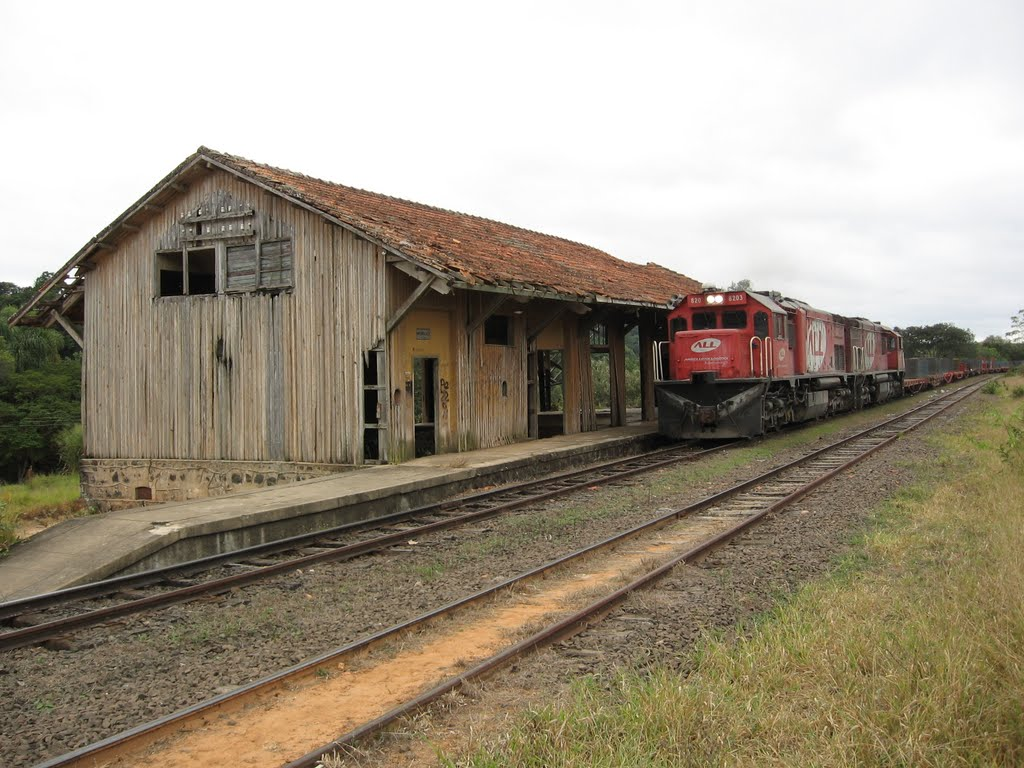
Estação ferroviária.

### Demografia

#### População urbana
| Crescimento população urbana | Crescimento população urbana | Crescimento população urbana | Crescimento população urbana |
| Censo                        | Pop.                         |                              | %±                           |
| ---------------------------- | ---------------------------- | ---------------------------- | ---------------------------- |
| 1934                         | 206                          |                              |                              |
| 1940                         | 179                          |                              | −13,1%                       |
| 1950                         | 194                          |                              | 8,4%                         |
| 1960                         | 180                          |                              | −7,2%                        |
| 1970                         | 164                          |                              | −8,9%                        |
| 1980                         | 152                          |                              | −7,3%                        |
| 1991                         | 178                          |                              | 17,1%                        |
| 2000                         | 182                          |                              | 2,2%                         |
| 2010                         | 163                          |                              | −10,4%                       |
| Fonte: IBGE e Fundação SEADE |                              |                              |                              |

#### População total
Pelo Censo 2010 (IBGE) a população total do distrito era de 706 habitantes.

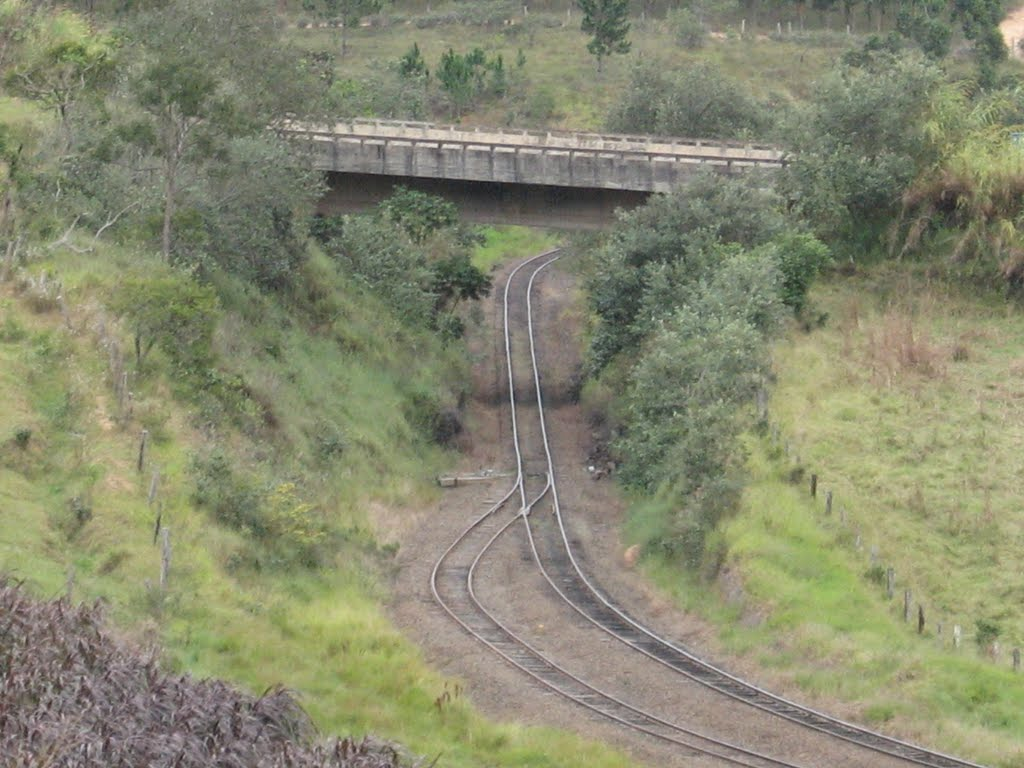
Trecho ferroviário em Aracaçu.

### Área territorial
A área territorial do distrito é de 329,637 km².

### Rodovias
O principal acesso ao distrito é a Rodovia Engenheiro Lauri Simões de Barros (SP-189).

### Ferrovias
Pátio Aracaçu (ZAU) do Ramal de Itararé (Estrada de Ferro Sorocabana), sendo a ferrovia operada atualmente pela Rumo Malha Sul.

## Serviços públicos

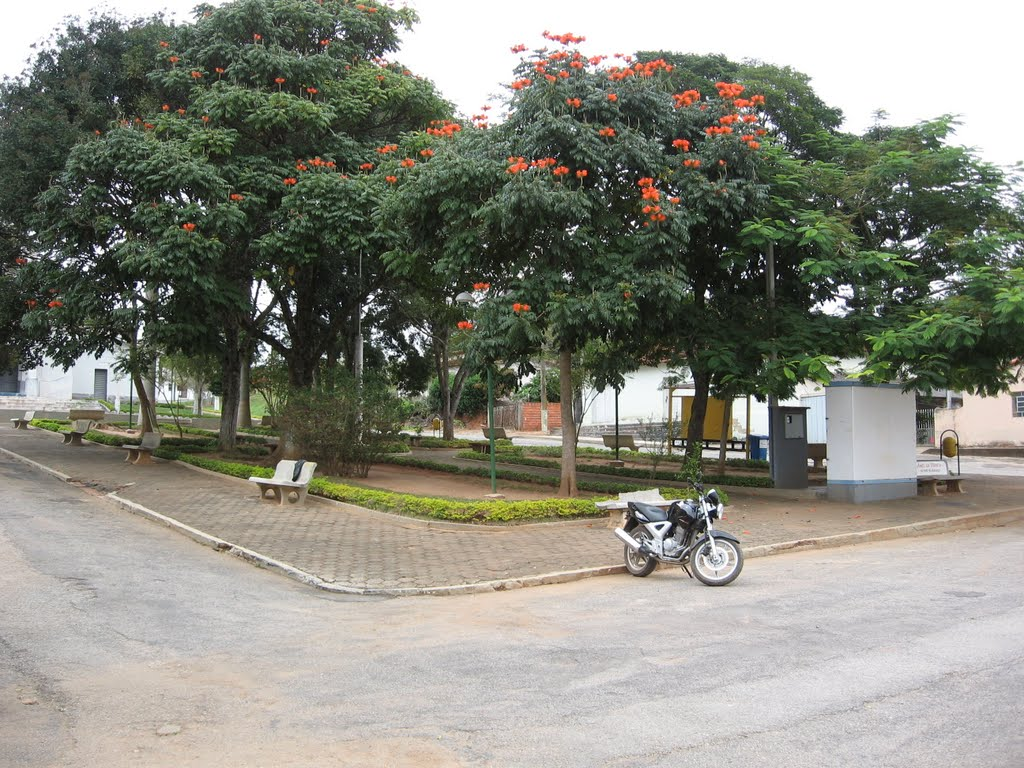
Praça.

### Registro civil
Atualmente é feito no próprio distrito, pois o Cartório de Registro Civil das Pessoas Naturais ainda continua ativo.

### Educação
Ensino superior
Em Aracaçu fica o Campus Lagoa do Sino da Universidade Federal de São Carlos (UFSCar), apesar do campus estar mais próximo da cidade de Campina do Monte Alegre.

### Saneamento
O serviço de abastecimento de água é feito pela Companhia de Saneamento Básico do Estado de São Paulo (SABESP).
- Sistema de abastecimento: Aracaçu
- Processo de tratamento: Desinfecção e Fluoretação
- Manancial: Poço Aracaçu
- Local(is) abastecido(s): Bairro Aracaçu

### Energia
A responsável pelo abastecimento de energia elétrica é a Neoenergia Elektro, antiga CESP.

## Religião
O Cristianismo se faz presente no distrito da seguinte forma:

### Igreja Católica
- A igreja faz parte da Diocese de Itapeva[20].

### Igrejas Evangélicas
- Congregação Cristã no Brasil[21].